# Finska litteratursällskapet
Finska litteratursällskapet (finska Suomalaisen Kirjallisuuden Seura, SKS), är en finländsk organisation. Organisationens ändamål är att främja det finska språket och den finska litteraturen samt folkloristiken. Litteratursällskapet grundades år 1831 av folk i kretsen runt Helsingfors universitet, bland andra Elias Lönnrot och Erik Alexander Ingman, och spelade en stor roll i utvecklingen av 1800-talets fennomani i Finland.

## Byggnaden
Finska litteratursällskapets huvudbyggnad ligger på Regeringsgatan i stadsdelen Kronohagen i Helsingfors. Byggnaden är byggd efter ritningar av arkitekten Sebastian Gripenberg och stod färdig år 1890. Sällskapets före detta tryckhus ligger på Lönnrotsgatan i stadsdelen Kampen. Tryckhuset byggdes ursprungligen år 1840. Finska litteratursällskapet flyttade in i huset år 1877.

## Finnish Literature Exchange
Huvudartikel: FILI
FILI – Finnish Literature Exchange grundades år 1977 som en del av Finska litteratursällskapet med syfte att sprida finländsk litteratur - finsk, finlandssvensk och samisk litteratur - internationellt.